# Formiate C-acétyltransférase
La formiate C-acétyltransférase, ou pyruvate formiate lyase (PFL), est une acyltransférase qui catalyse la réaction :
acétyl-CoA + formiate  {\displaystyle \rightleftharpoons }  CoA + pyruvate.
Cette enzyme est présente chez Escherichia coli et divers autres organismes.  Elle intervient dans le métabolisme du pyruvate, du propionate et du butyrate.
La pyruvate formiate lyase est activée par l'enzyme d'activation de la formiate C-acétyltransférase (EC 1.97.1.4).